# Netjerheperré Meriptah
Netjerheperré Meriptah, más néven II. Pipi ókori egyiptomi pap volt a XXI. dinasztia idején, Ptah memphiszi főpapja I. Paszebahaenniut, Amenemopet, Oszorkhór és Sziamon uralkodása alatt.
Az Anhefenszahmet genealógiája nevű sztéléről ismert (Berlin 23673), amely Ptah főpapjait sorolja és I. Paszebahaenniut uralkodása alatt említi papként. Egy, a Louvreban őrzött genealógia már főpapként említi. Sziamon uralkodása alatt említik egy memphiszi templom kapuján, Netjerheperré Meriptah, akit Piupiunak neveznek néven. A Netjerheperré Meriptah név, amelyet felvett, Sziamon uralkodói nevén alapul. Elődje Harsziésze főpap volt, utódja fia, II. Asahet.

## Fordítás
- Ez a szócikk részben vagy egészben  a   Neterkheperre Meryptah called Pipi II című angol Wikipédia-szócikk ezen változatának fordításán alapul.  Az eredeti cikk szerkesztőit annak laptörténete sorolja fel. Ez a jelzés csupán a megfogalmazás eredetét és a szerzői jogokat jelzi, nem szolgál a cikkben szereplő információk forrásmegjelöléseként.

## A Berlin 23673 és a Louvre 96 genealógiákkal kapcsolatos publikációk
- L. Borchardt, Die Mittel zur Zeitlichen Festlegung von Punkten de Aegyptischen Geschichte und ihre Anwendung, 1935, pg 96-112
- E. Chassinat, Recueil de travaux relatifs à la philologie et à l'archéologie égyptiennes et assyriennes, 22 (1900) 16-17, No 54
- Malinines, Posner, Vercoutter, Catalogue des steles de Sérapéum de Memphis, I, 1968, No. 52, pp. 48–49
- Kees, Zeitschrift fur Agyptischer Sprache, 87 (1962), 146-9